# Theodore Ts’o

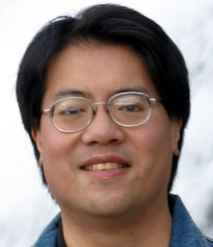
Theodore Ts’o

Theodore „Ted“ Ts’o (* 23. Januar 1968 in Palo Alto, Kalifornien) ist Programmierer und einer der prominentesten Linux-Kernel-Entwickler, insbesondere im Bereich der Dateisysteme.
Ts’o beendete 1990 sein Informatikstudium am MIT, arbeitete dann bis 1999 am Information Systems & Technology (IS&T) Institut, das sich ebenfalls am MIT befindet. Dort leitete er das Kerberos-V5-Projektteam. Eine weitere Station war VA Linux, heute GeekNet, Inc., wo er zwei Jahre blieb.
In der Zeit von Dezember 2001 bis 2007 war Theodore Ts’o bei der Firma IBM beschäftigt. Er war dort angestellt, um die Leistungsfähigkeit und Skalierbarkeit des Linuxkernels zu steigern.
Seit Dezember 2007 fungierte Ts’o als Chief Platform Strategist für die Linux Foundation.
Seit dem 18. Dezember 2008 war er dort Chief Technology Officer und ersetzte damit Markus Rex, der zu Novell zurückkehrte.
Geplant war, dass er im Dezember 2009 wieder zu IBM geht.
Im Januar 2010 wechselte er zu Google, in dessen Rolle er auch als Kernel-Entwickler tätig ist.
Ts’o ist der verantwortliche Programmierer für die Benutzerwerkzeuge e2fsprogs – häufig e2fs-Programme genannt – für die ext-Dateisysteme ext2, ext3 und ext4. Als Debian-Entwickler ist er vorwiegend für Pakete im Bereich der Dateisysteme zuständig.
Bis Juni 2008 war er Schatzmeister der USENIX. Er hat den Vorsitz bei den jährlich stattfindenden Linux Kernel Developers Summits (Linux-Kernel-Entwickler-Gipfel) inne.
Theodore Ts’o erhielt den von der Free Software Foundation verliehenen FSF Award 2006. Gewürdigt wurden seine zahlreichen Beiträge, unter anderem zum Linux-Kernel, zur Internet-Sicherheit, insbesondere zum Kerberos-Protokoll und zum Open Network Computing Remote Procedure Call (ONC RPC), sowie für die Entwicklung der e2fs-Programme.

## Schriften (Auswahl)
- Rémy Card, Theodore Ts’o, Stephen Tweedie: Design and Implementation of the Second Extended Filesystem. In: F. B. Brokken, K. Kubat, P. W. Plomp (Hrsg.): Proceedings to the First Dutch International Symposium on Linux, Amsterdam, December 8th and 9th, 1994. State University of Groningen, Groningen 1995, ISBN 90-367-0385-9 (online).
- Theodore Ts’o, Stephen Tweedie: Planned Extensions to the Linux Ext2/Ext3 Filesystem. In: C. G. Demetriou (Hrsg.): Proceedings of the FREENIX Track: 2002 USENIX Annual Technical Conference, June 10-15, 2002, Monterey, California, USA. USENIX Association, Berkeley, CA, 2002, ISBN 1-880446-01-4, S. 235–244 (www.usenix.org, e2fsprogs.sourceforge.net).